# Vivid (加藤英美里のアルバム)
『vivid』（ヴィヴィッド）は、加藤英美里の1作目のオリジナルアルバムである。2008年12月17日にポニーキャニオンから発売された。

## 解説
個人名義でリリースしたものとしては、初めてのアルバムである。1stシングル『update』より先に発売されたため、この曲は収録されていない。全般的に、Perfumeに代表されるテクノポップ調の楽曲に仕上がっている。

## 収録曲
1. mode ZERO [4:08] 
作詞:只野菜摘、作曲・編曲:西岡和哉
2. 失恋サバイバー [4:07] 
作詞:山田ひろし、作曲・編曲:渡部チェル
3. 下僕転生 [3:36] 
作詞:山田ひろし、作曲・編曲:渡部チェル
4. ソロオデン [4:28] 
作詞:山田ひろし、作曲・編曲:渡部チェル
5. 2nd.Season
作詞:只野菜摘、作曲・編曲:西岡和哉
6. アイカナデテ [4:04] 
作詞:大森祥子、作曲・編曲:杉山圭一
7. 白い雲追いかけて [3:25] 
作詞・作曲:イズミカワソラ、編曲:佐々木章
8. 両想い一週間目 [3:21] 
作詞:惣野よろい、作曲・編曲:石山理
9. Brother Bird,Sister Sky [3:48] 
作詞:只野菜摘、作曲・編曲:西岡和哉
10. 日曜日 [3:28] 
作詞:大森祥子、作曲・編曲:杉山圭一
11. Blanket [4:37] 
作詞:大森祥子、作曲:岸正之、編曲:佐々木章
12. ラッピング・アンダーグラウンド [3:35] 
作詞:加藤英美里/只野菜摘、作曲・編曲:西岡和哉